# C'mon Take on Me
C'mon Take on Me è il nono album in studio del gruppo musicale hard rock svedese Hardcore Superstar, pubblicato nel febbraio 2013.

## Tracce
1. Cutting the Slack – 2:11
2. C'mon Take on Me – 2:52
3. One More Minute – 4:09
4. Above the Law – 4:24
5. Are You Gonna Cry Now? – 4:16
6. Stranger of Mine – 4:55
7. Won't Take the Blame Pt. 1 – 3:47
8. Won't Take the Blame Pt. 2 (Sect Meeting) – 1:45
9. Dead Man's Shoes – 3:49
10. Because of You – 3:32
11. Too Much Business – 4:37
12. Long Time No See – 5:53

## Formazione
- Jocke Berg - voce
- Vic Zino - chitarra
- Martin Sandvik - basso, cori
- Magnus "Adde" Andreason - batteria